# Floră intestinală
Flora intestinală sau microbiota intestinală reprezintă totalitatea microorganismelor, ce trăiesc în cadrul intestinului gros al vertebratelor, inclusiv al omului. Aceasta se află într-o relație simbiotică cu organismul-gazdă, fiind atât de importantă încât, de cele mai multe ori, aceste organisme n-ar putea trăi fără ajutorul florei intestinale. S-a stabilit că animalele, cărora le lipsește flora intestinală au o imunitate scăzută, se presupune că este și un factor care favorizează cancerul intestinal. 

## Funcții

### Sinteza substanțelor esențiale
În cadrul florei intestinale sunt sintetizate numeroase substanțe necesare corpului uman, precum vitamina K, biotină, acid pantotenic și acid folic (în cantități mai mici).

### Funcție imunologică și antibacterială
Intestinul gros este cel mai important organ imun al omului, din cauza expunerii intense la acțiunea agenților externi. Flora intestinală joacă un rol esențial contra bacteriilor străine, prevenind răspândirea acestora în cadrul organismului-gazdă.

### Digestia carbohidraților
Flora intestinală participă la absorbția și digestia unor carbohidrați, precum amidonul, din cauza că corpului uman îi lipsesc unele enzime, necesare descompunerii acestor zaharide. 

### Prevenirea și tratarea maladiilor
Unele studii arată că o floră intestinală sănătoasă ar putea preveni Maladia Crohn.

## Compoziția
Flora intestinală conține aproximativ 100 trilioane de microorganisme, dintre care mai mult de jumătate sunt bacterii. Sunt aproximativ 500 specii de bacterii în cadrul florei intestinale. 

## Clasificări
Compoziția microbiană a microbiotei intestinale variază de-a lungul tractului digestiv. Stomacul și intestinul subțire conțin, de obicei, relativ puține specii de bacterii. În schimb, colonul are cea mai mare densitate de microorganisme dintre toate comunitățile microbiene asociate omului studiate până în prezent, ajungând până la 1012 celule pe gram de conținut intestinal. Aceste bacterii reprezintă între 300 și 1.000 de specii diferite. Cu toate acestea, 99% dintre bacterii aparțin la aproximativ 30-40 de specii. Din cauza abundenței lor în intestin, bacteriile reprezintă, de asemenea, până la 60% din masa uscată a materiilor fecale. Ciupercile, protiștii, archaea și virușii sunt, de asemenea, prezente în flora intestinală, dar se cunosc mai puține lucruri despre activitatea lor.
Peste 99% dintre bacteriile din intestin sunt anaerobe, dar bacteriile aerobe ating densități ridicate în cecum S-a estimat că această floră intestinală conține în total de aproximativ o sută de ori mai multe gene decât genomul uman.
Multe specii care trăiesc în intestin nu au fost studiate în afara gazdelor lor deoarece nu pot fi cultivate. Deși există un număr mic de specii microbiene majore comune la majoritatea oamenilor, populațiile microbiene pot varia foarte mult. În cadrul oamenilor, populațiile microbiene ale acestora rămân relativ constante în timp, unele modificări survenind din cauza schimbărilor în stilul de viață, alimentație și vârstă. Proiectul Microbiomul uman a avut ca scop o mai bună descriere a microbiotei intestinului uman și a altor părți ale

## Maladii legate
Flora intestinală, deși are multe proprietăți benefice, poate provoca anumite boli, precum cancer al colonului.